# Cisteller cuanegre
El cisteller cuanegre (Pseudasthenes humicola) és una espècie d'ocell de la família dels furnàrids (Furnariidae).

## Hàbitat i distribució
Habita zones semiàrides amb matolls xèrics de les terres baixes i vessants dels Andes al centre de Xile i oest de l'Argentina.